# 도베라이반지꼬리주머니쥐
도베라이반지꼬리주머니쥐(Pseudochirulus schlegeli)는 반지꼬리주머니쥐과에 속하는 유대류의 일종이다. 인도네시아 서파푸아 도베라이반도의 토착종이다. 서식지 감소로 멸종 위협을 받고 있다.